# Timrå IK
Timrå IK (także Red Eagles) – szwedzki klub hokejowy z siedzibą w Timrå.
W Elitserien występował do sezonu 2012/2013.

## Dotychczasowe nazwy
- Wifsta/Östrands IF (1942–1963)

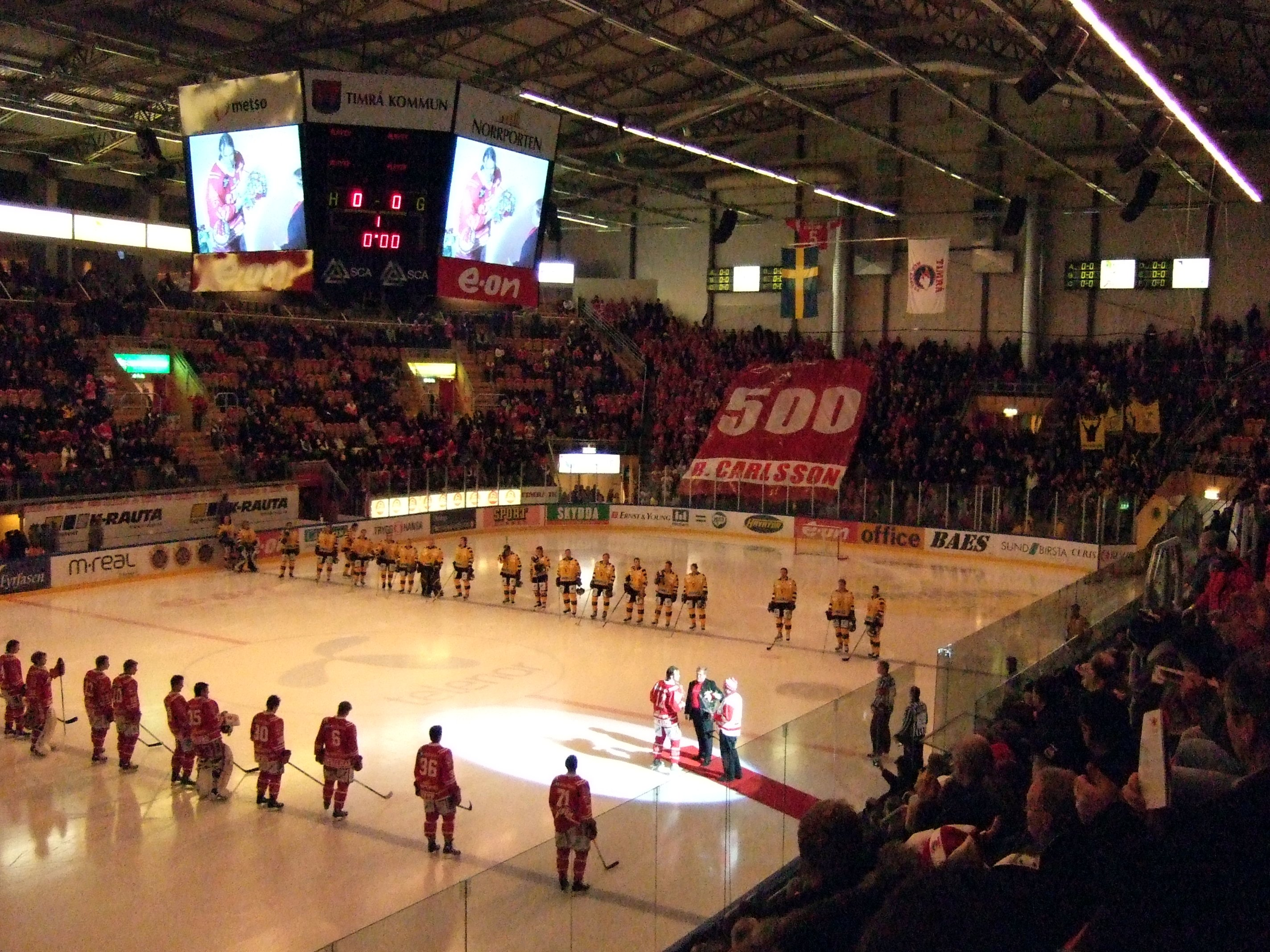
Jubileusz 500 meczów Robert Carlssona

- Wifsta/Östrand–Fagerviks IF (1963–1966)
- Timrå IK (1966–1990)
- Sundsvall/Timrå Hockey (1990–1994)
- ST Hockey (1994–1995)
- Timrå IK (od 1995)

## Zawodnicy
Zastrzeżony numer
- 20 – Henrik Zetterberg